# Municipio de Tlaola
El municipio de Tlaola es uno de los 217 municipios que conforman el estado de Puebla, México. Se ubica en la sierra norte del estado a una altitud promedio de 1180 m s. n. m.

## Geografía
El municipio de Tlaola se encuentra ubicado en la parte noroeste del Estado de Puebla. Actualmente es colindante con el municipio de Zihuateutla, al noreste con el municipio de Jopala, al sureste con el municipio de Tlapacoya, al sur con el municipio de Ahuacatlán, al suroeste con el municipio de Chiconcuautla y al oeste con el municipio de Huauchinango.
Su superficie es de 108.44 kilómetros cuadrados el cual ocupa el 116 lugar dentro de los demás municipios del Estado. 

### Clima
El clima es templado, normalmente solo presenta un solo clima el cual es el semicalido subhumedo, durante todo el año hay lluvias y su temperatura promedio es de entre -3 y 18 °C.

### Ecosistemas y recursos naturales
Existen pocas áreas con vegetación natural, lo único que se puede encontrar son bosques de encino.

## Demografía
De acuerdo al último censo, en 2020, la población en Tlaola fue de 20,433 habitantes (48.2% hombres y 51.8% mujeres). En comparación a 2010, la población en Tlaola creció un 3.06%. 
Los rangos de edad que concentraron mayor población fueron 5 a 9 años (2,310 habitantes), 10 a 14 años (2,305 habitantes) y 0 a 4 años (2,192 habitantes). Entre ellos concentraron el 33.3% de la población total.

### Localidades
El municipio tiene un total de 44 localidades. Las principales localidades son las siguientes:
| Localidad       |
| Total Municipio |
| Xaltepuxtla     |
| Chicahuaxtla    |
| Xochinanacatlán |
| Tlaltepango     |
| Tlaola          |
| Cuamila         |
| Cutzontipa      |

## Política

### Representación legislativa
Para la elección de diputados locales al Congreso de Puebla y de diputados federales a la Cámara de Diputados federal, el municipio de Taola se encuentra integrado en los siguientes distritos electorales:
Local:
- Distrito electoral local de 2 de Puebla con cabecera en Huauchinango.[5]

Federal:
- Distrito electoral federal 1 de Puebla con cabecera en la Huauchinango.[6]